# ديفيد برومبيرغ
ديفيد برومبيرغ (بالإنجليزية: David Bromberg)‏ هو كاتب أغاني ومغني وموسيقي وكاتب سيناريو ومغن مؤلف وعازف قيثارة أمريكي، ولد في 19 سبتمبر 1945 في فيلادلفيا في الولايات المتحدة.

## وصلات خارجية
- الموقع الرسمي
- ديفيد برومبيرغ على موقع IMDb (الإنجليزية)
- ديفيد برومبيرغ على موقع ميوزك برينز (الإنجليزية)
- ديفيد برومبيرغ على موقع أول ميوزيك (الإنجليزية)
- ديفيد برومبيرغ على موقع ديسكوغز (الإنجليزية)